# Пааво Аргінмякі
Пааво Ерккі Аргінмякі (фін. Paavo Erkki Arhinmäki; нар. 13 грудня 1976, Гельсінкі) — фінський політик, лідер Лівого союзу з 2009 р., член парламенту з 2007 р., міністр культури і спорту з 2011 по 2014 рр.
Він вивчав політологію в Гельсінському університеті, працював у газеті Kansan Uutiset. З 2001 по 2005 рр. він був лідером Лівої молоді.
Аргінмякі був кандидатом у президенти від своєї партії на виборах у 2012 р. (у першому турі виборов 5,5 % голосів, 6-е місце).